# Cis elongatus
Cis elongatus is een keversoort uit de familie houtzwamkevers (Ciidae). De wetenschappelijke naam van de soort werd in 1861 gepubliceerd door Xavier Montrouzier.